# Epidapus atomarius
Epidapus atomarius är en tvåvingeart som först beskrevs av De Geer 1778.  Epidapus atomarius ingår i släktet Epidapus och familjen sorgmyggor.
Artens utbredningsområde är Sverige. Arten är reproducerande i Sverige. Inga underarter finns listade i Catalogue of Life.